# Blod och svarta spetsar
Blod och svarta spetsar, italiensk film från 1964.

## Handling
Contessa Cristina Como (Eva Bartok) äger ett modehus som drabbas av en serie mord på firmans vackra modeller. En droghärva rullas upp i mordaffären och polisen försöker desperat hitta mördaren.

## Om filmen
Blod och svarta spetsar var tillsammans med Girl who knew too much, The (1963) de två filmer som startade Giallo-genren. Blod och svarta spetsar lade grunden med en mördare i mörk lång rock, hatt, ansiktsmaskering och rakkniv som sedan skulle upprepas i många kommande giallofilmer. Att den därtill var i färg och framförallt väldigt hårt ljus- och färgsatt gjorde att den tjänade som tydlig inspiration till Dario Argentos mästerverk Flykten från helvetet (Suspiria). Filmen innehåller många våldsamma sekvenser och blev först förbjuden av den svenska censuren, Statens Biografbyrå, vid ett första försök att få igenom filmen 1970. Ett år senare gick filmen igenom censuren med tre klipp; Jakt på kvinnan (före mordet) i antikaffären, Andra bilden av död kvinna vid rustning samt Scenen med den dödsskadade kvinnan (30 m).

### Filmens historia på dvd
Amerikanska VCI Video gav ut filmen i en icke-anamorfisk utgåva som sedermera följts av en nyutgåva med undertiteln Unslashed Collector's Edition. Nyutgåvan har anamorfisk bild men når inte upp i kvalitet till den tyska disken från Anolis/Hände Weg (under namnet Blutige Seide) som är den bästa presentationen filmen fått. Anolis/Hände Weg:s utgåva är utgången sedan länge men det finns en nypressning från tyska E-M-S som tyvärr inte har engelsk textning vilket Anolis/Hände Weg:s disk hade. Filmen finns även utgiven i Japan under namnet Six Women for the Murder i en icke-anamorfisk utgåva med ungefär samma kvalitet som den första VCI-utgåvan.

## Rollista (i urval)
- Cameron Mitchell - Max Marian
- Eva Bartok - Contessa Cristina Como
- Thomas Reiner - Inspector Silvester
- Ariana Gorini - Nicole